# Stefano Fontana
Stefano Fontana (Seregno, 26 ottobre 1965) è un allenatore di calcio ed ex calciatore italiano, di ruolo difensore.

## Carriera

### Giocatore
Prodotto del vivaio del Milan, viene ceduto prima di poter esordire in prima squadra. Scende in Serie C2 al Piacenza dove disputa quattro stagioni (una in Serie C2 e tre in Serie C1), conquistando una promozione in Serie C1, una in Serie B e la Coppa Anglo-Italiana 1986. Nel 1987 cambia squadra approdando all'Ancona, dove conquista sul campo la promozione prima in Serie B e poi in Serie A, categoria in cui esordisce il 6 settembre 1992 nella partita Torino-Ancona 4-1. Dopo il ritorno tra i cadetti, disputa un'ulteriore stagione con i dorici, arrivando a disputare la finale di Coppa Italia, e nel 1994 scende in Serie D con il Riccione.
Nel 1995 torna tra i professionisti passando all'Ascoli, appena retrocesso in Serie C1. Conclude l'attività agonistica nel 1998 dopo una stagione al Tolentino.

### Allenatore
Vanta esperienze sulla panchina della Pergolese, della Vigor Senigallia e della Vis Pesaro (dove viene esonerato a novembre), oltre all'essere stato il vice di Pierluigi Frosio sulla panchina dell'Ancona.
Dal 2007 torna all'Ancona allenando la squadra Berretti e la Primavera per un biennio.
Il 7 novembre 2011 viene chiamato alla guida dell'Osimana, squadra marchigiana militante in Promozione, dove sostituisce Davide Finocchi, ma dopo quattro mesi di scarsi risultati viene esonerato a sette giornate dalla conclusione del campionato.

## Palmarès

### Giocatore

#### Competizioni nazionali
- Campionato italiano Serie C: 2

Piacenza: 1986-1987
Ancona: 1987-1988

#### Competizioni internazionali
- Coppa Anglo-Italiana: 1

Piacenza: 1986